# Ekkistegravar

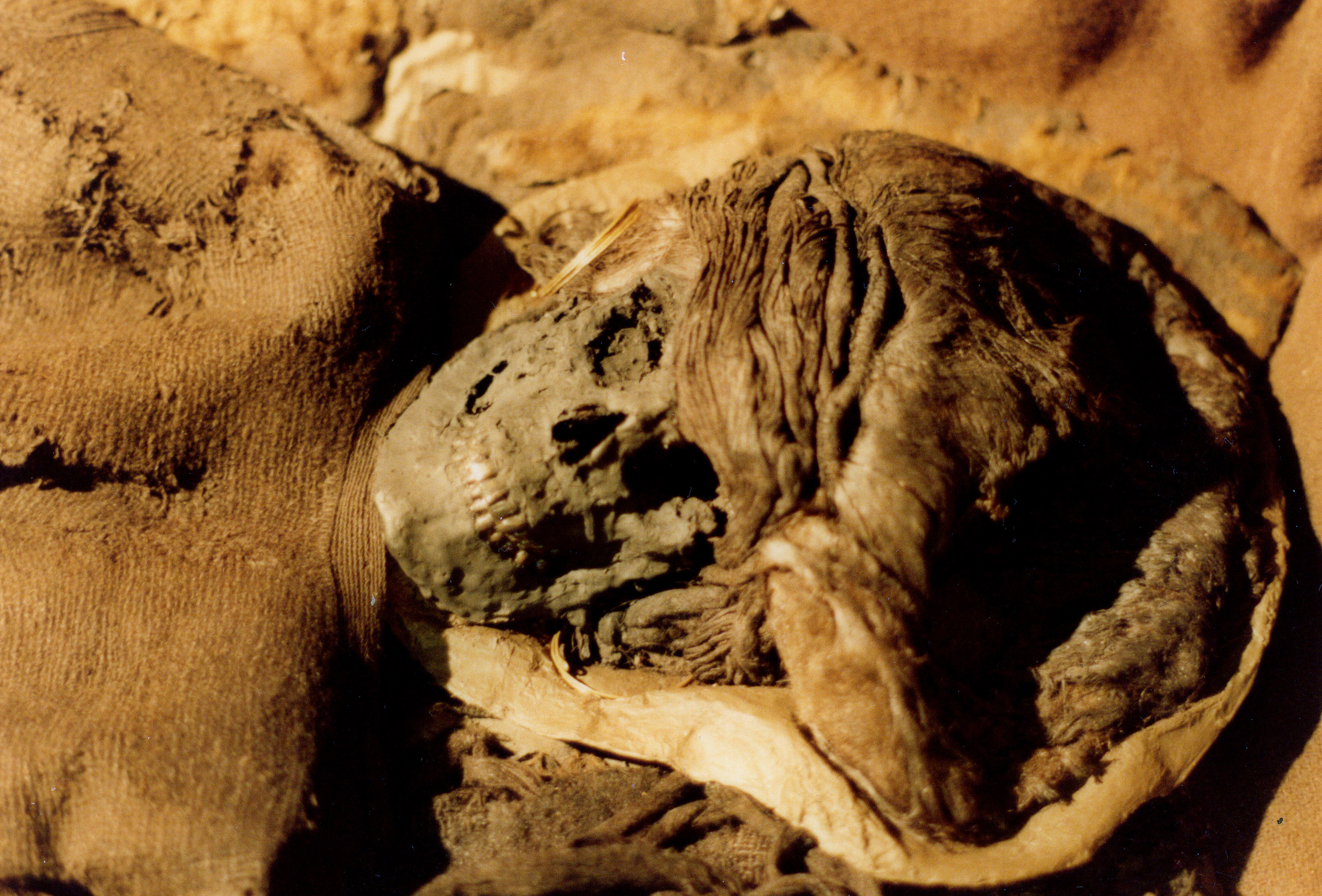
Skrudstrupspigen i sin ekstamskista på Nationalmuseet i Köpenhamn.

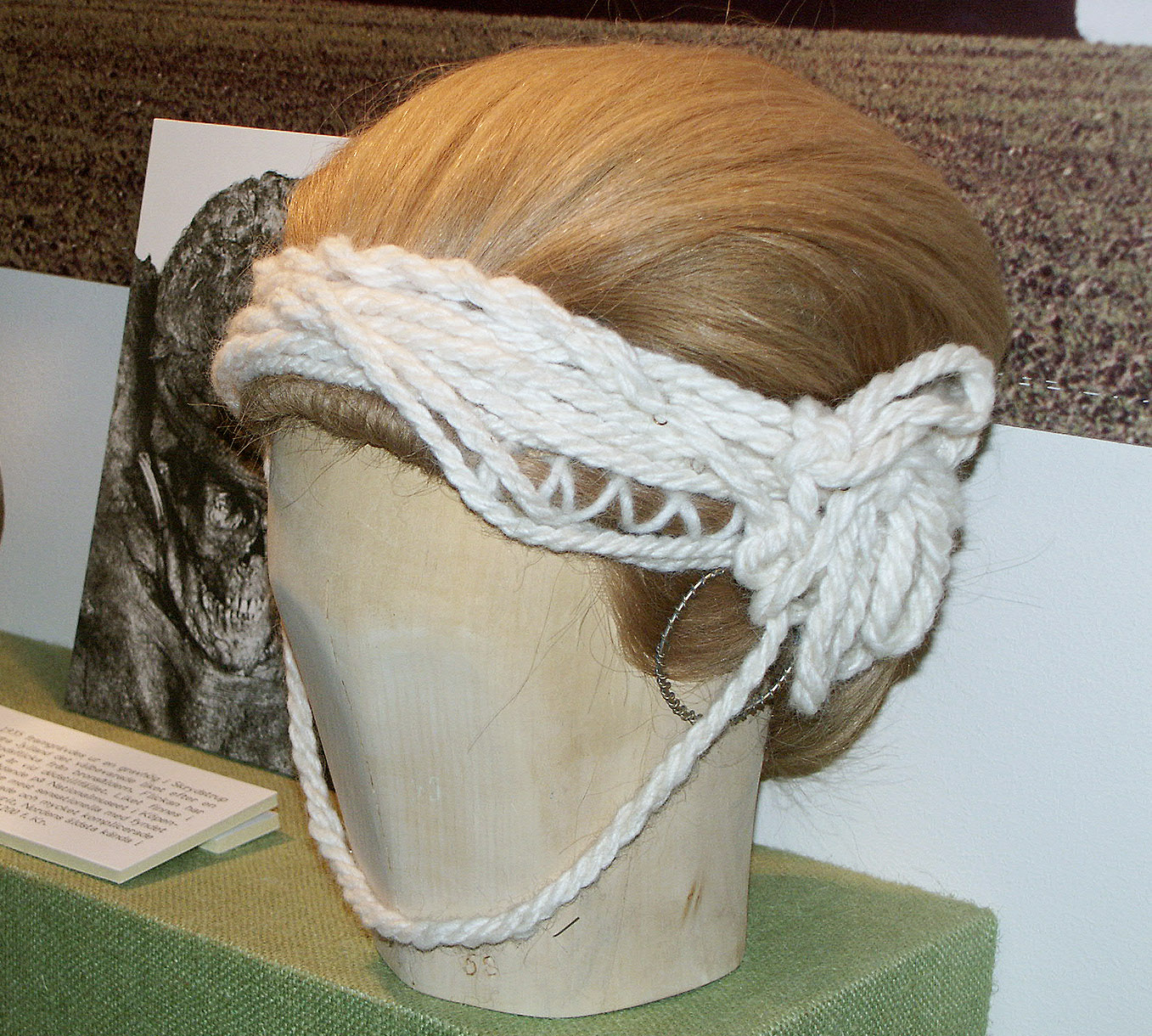
Rekonstruktion av Skrudstrupspigens frisyr.

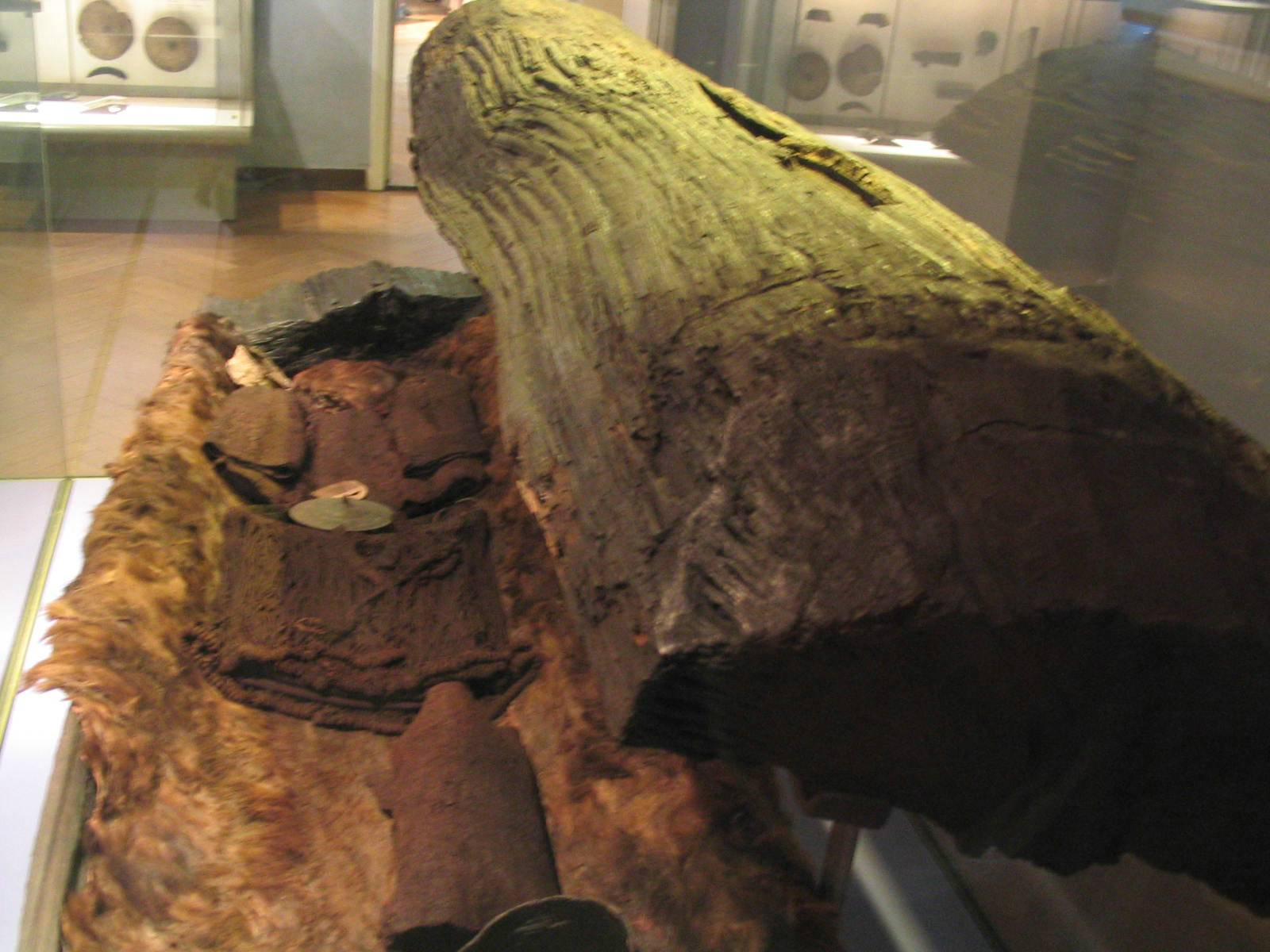
Egtvedpigen i sin ekstamskista på Nationalmuseet i Köpenhamn.

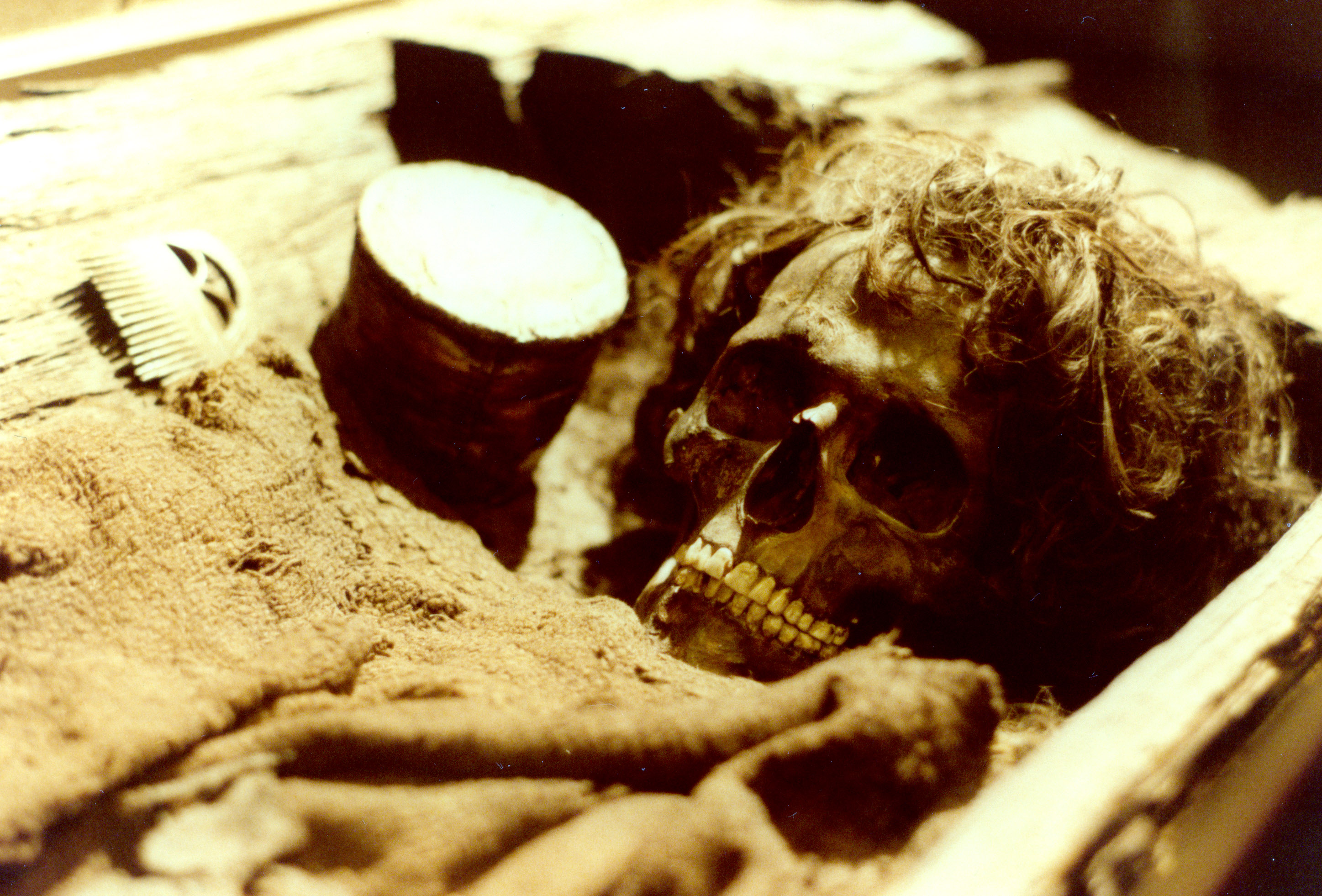
Manslik i en trästamskista på Nationalmuseet i Köpenhamn.

Ekkistegravar förekommer främst i Sydskandinavien under äldre bronsålder. Kistan består av en urholkad ekstam som delats i kista och lock. I kistan lades lik och gravgåvor. Kistan täcktes sedan av en stenpackning vilken i sin tur täcktes av en uppkastad hög av torv. Speciella bevaringsförhållanden har gjort att sådana bronsålderskistor bevarats i Jylland i Danmark.
Grässvålen lades nedåt, och i bästa fall blev på detta sätt hela högen som en svamp, vilken underifrån sög till sig mängder med vatten. I fuktigheten kunde sedan i speciella fall bildas hårda avlagringar av järn - manganutfällningar. Högens kärna, med den döde i sin urholkade ekstamskista, blev på detta sätt inkapslad i ett hårt, vattentätt hölje. Från utgrävningar av flera högar med bevarade ekstamskistor vet man att vattnet har forsat fram när man grävt sig in till kistan och knackat hål på det av naturen själv skapade kapselhöljet.

## Danska fynd
Ett sensationellt gravfynd, Egtvedflickan, gjordes 1921 i Egtved i Jylland. Vid borttagandet av en gravhög påträffades en urholkad trästam med trälock. Arkeologen Thomas Thomsen kom till platsen och insåg genast fyndets stora värde. Ekstammen med sitt orörda innehåll forslades till Nationalmuseet i Köpenhamn.
Graven innehöll en ung kvinna från bronsåldern. I en avspjälkad och med bronsyxor urhuggen ekstam hade man berett hennes sista viloplats. Den döda hade lagts på ett sovtäcke av kohud, iklädd de kläder hon burit i sin livstid. Överkroppen täcktes av en tröja med halvlånga ärmar. Tröjan lämnade magen bar, en nakenhet som ytterligare framhävts genom att den kort-korta kjolen hängt långt ner på höften. Kjolen har bestått av ett långt sammanhängande stycke av tätt hängande, lodräta snören, vilket varit omvirat två gånger runt höften och sammanbundits framtill. Kvinnans bara mage har delvis dolts av ett runt praktspänne i brons, fastbundet med rep runt midjan. På fötterna har hon haft mockasinliknande skor, vilka stoppats med gräs. Den döda bar två handledsringar av brons och en enkel bronsring i vänster öra. I bältet har hängt en vacker benkam. Innan gravlocket lagts på hade någon placerat en vacker blomma, en rölleka, vid den dödas vänstra knä.
För forskarna blev kvinnans klädedräkt en chock. Modet svarade inte mot den bild man haft av forntidskvinnor. I en av de tidigaste rekonstruktionsteckningarna som utfördes av den döda har man därför klätt henne i en för 1920-talet anständig fotsid klänning. Utanpå klänningen hängde man så den kort-korta kjolen.
Några andra ekstamskistor kommer från ”Borum Eshøj” i Mittjylland. I högen, som utgrävdes redan 1875, har begravts en man och en äldre kvinna i var sin ekstamskista. Kvinnan har för färden till dödsriket fått en hel del föremål med sig i graven. I högen påträffades också en kista med en ung man. Dennes gravgåvor var betydligt färre: en spånask, en benkam och en lång svärdsskida av trä. I skidan låg dock inte ett bronssvärd utan endast en mindre bronsdolk.
Vid utgrävningen av Borum Eshøj kunde man konstatera att ekstammarna formats till kistor på platsen för den tilltänkta högen. Runt stamkistorna låg nämligen mängder med bevarade träspånor och bark. I spånhögen hittade man en lång hasselkäpp som försetts med fem skåror. Avståndet mellan skårorna var exakt 6 tum, 6 tum, 12 tum och 6 tum. Just den här hasselkäppen bör vara den äldsta kända nordiska måttstocken. Avståndet 12 tum svarar dessutom väl till längden på en normalstor fot.
Redan på 1830-talet grävde en bonde fram en kista ur den så kallade ”Trindhögen” i södra Jylland. Den urholkade, välbevarade trästammen användes under många år som vattenho på bondgården. Vid en senare, mera vetenskaplig utgrävning, påträffades inte mindre än fyra ekkistor i samma hög. Tyvärr blev endast en av dessa mera noggrant undersökt. I kistan låg resterna efter en man. Av skelettet återstod inget medan däremot den blonde mannens hår hade bevarats. Liket var svept i kohud. Över svepningen låg en kappa eller mantel av tyg. Runt kroppen har mannen haft virat ett långt livstycke, uppburet av en läderrem över axeln. Kläderna har hållits samman av ett tygbälte runt midjan. Vid fötterna låg rester efter fotlappar och lädersandaler. På huvudet har suttit en rundkullig huva.
1935 gjordes ytterligare ett spektakulärt fynd av en människa i en ekstamskista: Skrydstrupsflickan. Vid anläggandet av en jordkällare i en gravhög i Skrydstrup i södra Jylland påträffades liket efter en ung flicka. Trädstammen var helt förmultnad men den i ett stort tygstycke insvepta flickan var däremot välbevarad. Det mest överraskande med Skrydstrupspigen är den välbevarade frisyren, Skandinaviens i dag äldsta bevarade kvinnofrisyr. För att bygga upp håret har man använt sig av en kudde av hästtagel. 1986 rekonstruerades frisyren av Sveriges Television och den visade sig mycket komplicerad att tillverka. Att kvinnan tillhört en förnäm släkt framgår av guldringarna som hängt runt öronen. Den ca 170 cm långa kvinnan var klädd i en tröja med halvlånga ärmar samt i en fotsid klänning. Runt fötterna hade hon fotlappar och lädermockasiner. För att få en behaglig sula att trampa på, hade hon lagt in ett tunt lager av gräs och hår i skorna.

## Datering av ekstamskistorna
Genom årsringsdatering har ett antal av de danska ekkistegravarna kunnat dateras. Följande åldrar har fastställts:
- Mölhöj i Uge 1396 f.Kr (c)
- Guldhöj 1381 f.Kr. (c)
- Egtved 1370 f.Kr (a)
- Lille Dragshöj 1370 f.Kr (c)
- Storehöj i Barde 1373 f.Kr (a)
- Trindhöj 1356 f.Kr (c)
- Trindhöj 1333 f.Kr (c)
- Trindhöj 1330 f.Kr (b)
- Borum Eshöj 1353 f.Kr (c)
- Borum Eshöj 1345 f.Kr (c)

Finns bark kvar på träprovet erhålls en exakt datering (a) av ekens fällningsår. Om några årsringar från splintveden (ytveden) finns kvar erhålles en osäkerhet på 10-15 år (b) och i övrigt erhålles en osäkerhet på 20-30 år (c).